# فنوکسی‌استیک اسید
فنوکسی‌استیک اسید(به انگلیسی: Phenoxyacetic acid), POA، یک جامد سفید رنگ با فرمول شیمیایی C۸H۸O۳ است. اگرچه به خودی خود به عنوان یک علف کش فعال به طور مفید عمل نمی‌کند، اما ساختار اصلی بسیاری از مشتقات علف‌کش فنوکسی از جمله MCPA و ۴،۲-D را تشکیل می‌دهد.

## ساختار و سنتز
فنوکسی‌استیک اسید یک مشتق O-فنیل از گلیکولیک اسید است. این ترکیب هم یک مونوکربوکسیلیک اسید و هم یک آریل اتر است. تهیه آن از سدیم فنولات و سدیم کلرواستات در آب گرم اولین بار در سال ۱۸۸۰ گزارش شد.
1) C6H5O−Na+ + ClCH2COO−Na+ → C6H5OCH2COO−Na+ + NaCl
2) C6H5OCH2COO−Na+ + HCl → C6H5OCH2COOH + NaCl
آنیون فنولات از طریق حمله هسته‌دوست به کربن متیلن کلرواستیک اسید واکنش می‌دهد و یک پیوند اتری تشکیل می‌دهد.

## خواص
فنوکسی‌استیک اسید یک ترکیب بلوری سفید یا شفاف در دمای اتاق است. هنگامی که ناخالص است، می‌تواند قهوه‌ای روشن تا قهوه‌ای به نظر برسد. این ترکیب دارای حلالیت ۱۲ گرم در لیتر در آب است و در حلال‌های آلی از جمله اتانول، دی‌اتیل اتر و بنزن بسیار محلول است. فنوکسی‌استیک اسید یک اسید ضعیف و باز ضعیف با pKa ۳٫۷ است.

## کاربردها
فنوکسی‌استیک اسید کاربردهای محدودی به عنوان افزودنی غذا و بخشی از فرمولاسیون عطرها دارد و در این کاربردها به عنوان یک ترکیب «به طور کلی ایمن» طبقه‌بندی می‌شود.